# Smerdel
Smerdel je priimek več znanih Slovencev:
- Inja Smerdel (*1953), etnologinja
- Damir Smerdel (*1945), slikar